# Berstett
Berstett település Franciaországban, Bas-Rhin megyében. Lakosainak száma 2474 fő (2022. január 1.). Berstett Durningen, Eckwersheim, Gougenheim, Kienheim, Lampertheim, Mittelschaeffolsheim, Olwisheim, Schnersheim, Vendenheim, Wingersheim-les-Quatre-Bans és Truchtersheim községekkel határos.

## Népesség
A település népességének változása:
| Lakosok száma | 2378 | 2422 | 2474 | 2437 | 2448 | 2460 | 2462 | 2483 | 2474 |
|               | 2013 | 2015 | 2016 | 2017 | 2018 | 2019 | 2020 | 2021 | 2022 |